# خريطة الأشياء الصغيرة المثالية (فلم 2021)
خريطة الأشياء الصغيرة المثالية (بالإنجليزية: The Map of Tiny Perfect Things) فيلم دراما كوميدي خيال علمي رومانسي أمريكي من إخراج إيان صامويلز، ومن سيناريو ليف غروسمان، استنادًا إلى قصته القصيرة التي تحمل نفس العنوان. الفيلم من تمثيل النجوم كاثرين نيوتن، كايل ألين، وجيرمين هاريس.
صدر الفيلم على «برايم فيديو» التابعة لشركة أمازون في 12 فبراير 2021.

## طاقم التمثيل
- كاثرين نيوتن: في دور مارجريت
- كايل ألين: في دور مارك
- جيرمين هاريس: في دور هنري
- آنا ميكامي: في دور فيبي
- جوش هاميلتون: في دور دانيال
- كليو فريزر: في دور إيما
- جورجا فوكس: في دور جريتا
- مادريجال: في دور السيد بيبر

بالاشتراك مع: تينس بلاكبيرن - فانيسا بادلا - إيميت فيرجسون - ليلي لومبكين - ليزا فان أمبورغ - دوغلاس ديليسل - دانيال سكوت لومبكين جونيور - ليديا هيوستن - داير سكوت لومبكين - كريس بيست.

## أحداث الفيلم
مارك (كايل ألين) طالب في المدرسة الثانوية عالق في حلقة زمنية مدتها 16 ساعة. مارك لا يمكنه الهروب من هذه الحلقة الزمنية بغض النظر عما يفعله، لذلك يستغل وقته في محاولة إقناع فتاة في المسبح العام تُدعى فيبي. يلاحظ في أحد الأيام شيئًا لم يسبق له مثيل في الحلقة الزمنية من قبل، يكتشف ان الفتاة المراهقة مارغريت (كاثرين نيوتن) تعرف كل ما سيحدث قبل حدوثه بالفعل. يتعقب مارك الفتاة مارغريت، ويعرف أنها أيضًا عالقة في الحلقة الزمنية. يبدأ الاثنان في قضاء أيامهما المتقطعة معًا، ويقترح مارك أنهما يبدآن في تتبع كل «الأشياء الصغيرة المثالية» في اليوم، مما يعني اللحظات السحرية الصغيرة في الحياة، حيث يتم إنقاذ سلحفاة أثناء عبوره للطريق، ورجل بجانب الأجنحة المرسومة على شاحنة، أو حارس مبنى يتمايل على البيانو عندما يعتقد أن لا أحد يراقبه. يعتقد مارك أنه إذا تمكنوا من العثور على كل هذه الأشياء الصغيرة، فسيتم كسر الحلقة الزمنية.
لا تنجح فكرة مارك، ويبدأ في خطة جديدة، بالسفر لمكان بعيد للوصول إلى خط التوقيت الدولي، حيث انه قرأ عن بعض النظريات القائلة بأن هذا من شأنه أن يكسر الحلقة، ولا تفلح هذه الخطة أيضاً.
تتوالى الأحداث وتصطحب مارجريت صديقها مارك لزيارة والدتها بالمستشفى، التي تعالج من السرطان، لتودعها للمرة الأخيرة. تغادر مارجريت ومارك المستشفى، ومع حلول منتصف الليل، ينزل المطر أخيرًا، ويكسر الحلقة. ينتهي الفيلم مع هطول الأمطار في اليوم التالي.

## استقبال الفيلم
منح موقع الطماطم الفاسدة الفيلم تقييم مقداره 77% بناء على آراء 31 ناقد سينمائي، وذكر التعليق الجمعي للموقع: «رحلة الحلقة الزمنية لشخصياتها مليئة بالمطبات ومألوفة إلى حد ما، لكن السحر الصادق والأشياء المحببة تجعل الفيلم يستحق المتابعة».
منح موقع ميتاكريتيك الفيلم تقييم مقداره 64% بناء على آراء 8 نقاد.

## وصلات خارجية
https://www.imdb.com/title/tt11080108/ خريطة الأشياء الصغيرة المثالية (فلم 2021)
https://www.rottentomatoes.com/m/the_map_of_tiny_perfect_things خريطة الأشياء الصغيرة المثالية (فلم 2021)
https://www.metacritic.com/movie/the-map-of-tiny-perfect-things خريطة الأشياء الصغيرة المثالية (فلم 2021)
https://www.rogerebert.com/reviews/the-map-of-tiny-perfect-things-movie-review-2021 خريطة الأشياء الصغيرة المثالية (فلم 2021)